# 3 Puppis
3 Puppis (3 Pup), som är stjärnans Flamsteedbeteckning, är en dubbelstjärna belägen i den mellersta delen av stjärnbilden Akterskeppet. Den har en skenbar magnitud på 3,93 och är synlig för blotta ögat där ljusföroreningar ej förekommer. Baserat på parallaxmätning inom Hipparcosuppdraget på ca 0,6 mas, beräknas den befinna sig på ett avstånd på ca 5 500 ljusår (ca 1 700 parsek) från solen. Den rör sig bort från jorden med en heliocentrisk radiell hastighet av +20,9 km/s.

## Egenskaper
3 Puppis är en blå till vit stjärna av spektralklass A2.7 Ib, och en mycket sällsynt A[e]-superjätte, ibland angiven som en Be-stjärna trots dess spektralklassificering. Den har en massa som är 31 - 39 gånger solens massa, en radie som är ca 55 gånger större än solens och utsänder 63 000 – 160 000 gånger mera energi än solen från dess fotosfär vid en effektiv temperatur på 8 500 - 9 500  K.
3 Puppis är omgiven av en cirkulerande stoftskiva, vilket är ovanligt för en stjärna av spektraltyp A. Detta anses vara orsakat av en följeslagare med låg massa. Följeslagaren beräknas vara en stjärna av spektralklass B8 III - B6 V med en massa av 5 solmassor och dess omloppsbana har en halv storaxel på 2,3 AE. Precis som de flesta Be-stjärnor roterar 3 Puppis snabbt, med 30 – 60 procent av den hastighet vid vilken den skulle brytas isär. Skivan har sin inre kant endast 3,8 AE från primärstjärnan och det misstänks att följeslagarens retardation av den heta primära stjärnvinden medför att stoftet kan bildas ovanligt nära en så ljusstark stjärna.